# Lilia Sihem Midouni
Lilia Sihem Midouni, née le 11 novembre 2005, est une nageuse algérienne.

## Carrière
Lilia Sihem Midouni remporte la médaille d'or sur 100 mètres nage libre, la médaille d'argent sur 100 mètres papillon ainsi que sur 50 mètres nage libre et la médaille de bronze sur 200 mètres nage libre aux Championnats d'Afrique juniors 2019 à Radès.
Aux Championnats arabes de natation 2022 à Oran, Lilia Sihem Midouni est médaillée d'argent du 200 mètres papillon et du relais 4 x 100 mètres nage libre.
Elle est médaillée d'argent du 200 mètres papillon aux Jeux panarabes de 2023 à Oran.
Elle est médaillée d'argent du 4 x 100 m nage libre et médaillée de bronze du 800 mètres nage libre, du 4 x 200 m nage libre et du 4 x 100 m quatre nages mixte aux Jeux africains de 2023 à Accra.
Elle est médaillée d'or du 4 x 100 m nage libre et médaillée de bronze du 4 x 200 m nage libre ainsi que du 4 x 100 m quatre nages aux Championnats d'Afrique de natation 2024 à Luanda.